# سبورتيفو سيريتو
نادي سبورتيفو سيريتو, المعروف عادة باسم سيريتو, هو نادٍ لكرة القدم في أوروغواي مقره في سيريتو دي لا فيكتوريا, مونتيفيديو . يلعب النادي حاليًا في دوري الدرجة الأولى الأوروجواياني, بعد فوزهم بدوري الدرجة الثانية في عام 2020م.

## الألقاب
- دوري الدرجة الثانية الأوروغواياني : مرتين

أعوام 2003, 2020
- دوري الدرجة الثالثة الأوروغواياني: 4 مرات

أعوام 1951, 1970, 1982, 1998

## الأندية المنافسة
يوجد في جواره ناديين رياضيين يتشاركان في منافسة كبيرة. كلاسيكو ديل سيريتو Clásico del Cerrito ويتنافس مع نادي رينتيستاس CA Rentistas. 

## التشكيلة الحالية[2]
- البيرتو ايرالدي (حارس مرمى)
- نيكولاس جينيليو (حارس مرمى)
- كيفن لاريا (حارس مرمى)
- سانتياغو امورين (حارس مرمى)
- ماتياس فيريرا (مدافع)
- جوليان بيروخو (مدافع)
- كارلوس بيبر (مدافع)
- يوناتان رودريغيز (متوسط ميدان)
- ماكسيميليانو سيلفيرا (مهاجم)
- خوان مانويل اورتيز (متوسط ميدان)
- دامين غونزاليس (متوسط ميدان)
- كريستيان كروز
- فلافيو سكاروني
- ايغناشيو افيليس
- ميغيل فيلولدو
- ماكسيميليانو امونداران
- ماكسيميليانو كازادا
- فريدريكو رودريغيز
- ماكسيميليانو بيريز
- ماتياس فيلازكيز
- ويليام كلينغندر
- استيبان دا سيلفا
- ماتياس غويني
- برايان بيريا
- سيرجيو نونيز
- ماتياس لوبيز
- اوين فالكونيز
- غونزالو دا لوز
- لوكاس روبيرو
- دييغو رودريغيز
- لويس رودريغيز
- ماتياس مالفينو

## المدربون
- Luis López روبين لويس لوبيز(1998–1999)
- Marcelo Saralegui مارسيلو ساراليجي(2006–07)
- Ricardo Ortíz ريكاردو أورتيز(2006–07)
- Jorge Barrios خورخي باريوس(2008–09)
- Julio Balerio جوليو باليرو(2009–10)
- Marcelo Saralegui مارسيلو ساراليجي(2010–11)

## روابط خارجية
- Official website على موقع واي باك مشين (نسخة محفوظة December 23, 2008) باللغة الإسبانية